# They Deserve to Die
They Deserve to Die es la decimotercer pista del álbum The Wretched Spawn de la banda estadounidense de death metal, Cannibal Corpse.
Fue escrita por Alex Webster.
La canción es una de las más representativas de este álbum y ha sido interpretada en directo en varias ocasiones.

## Integrantes
- George Fisher - voz
- Jack Owen - guitarra
- Pat O'Brien - guitarra
- Alex Webster - bajo
- Paul Mazurkiewicz - batería

- Datos: Q6145910